# Saraguro (kanton)
Saraguro – kanton w prowincji Loja, w Ekwadorze. Stolicą kantonu jest Saraguro.